# Abram Ioffe
Abram Fiodorovici Ioffe (în rusă Абрам Фёдорович Иоффе, n. 17/29 octombrie 1880, Romnî, gubernia Poltava⁠(d), Imperiul Rus – d. 14 octombrie 1960, Leningrad, RSFS Rusă, URSS), a fost un remarcabil fizician rus, de origine evreu din Ucraina, considerat "părintele fizicii sovietice", academician.

## Biografie
Abram Fiodorovici Ioffe s-a născut la 29 octombrie 1880 la Romnî, în Ucraina, într-o familie evreiască. A absolvit Institutul tehnologic din Petersburg în anul 1902. În anii 1903-1906  a fost practicant, asistent în laboratorul lui W. Roentgen. În anul 1906 a început să lucreze  la Institutul Politehnic din Petersburg. În 1911, Abram Ioffe s-a convertit la luteranism. În anii 1913 - 1948 a fost profesor și în 1919- 1948 decan (cu întreruperi) a facultății fizico-mecanice a Institutului. În anul  1918 din inițiativa lui Ioffe a fost creată secția fizico-tehnică a Institutului de cercetări roentgenologice și radiologice (reorganizat în anul 1923 în Institutul fizico-tehnic din Petrograd), iar în anul 1919 -facultatea fizico-mecanică a Institutului Politehnic din Sankt-Petersburg, pe atunci Petrograd, mai târziu Leningrad. Pornind de la aceste două instituții au fost create în Rusia un număr mare de instituții  de cercetare științifică în domeniul fizicii: Institutele fizico-tehnice din Harkov, Dnepropetrovsk, Sverdlovsk, Tomsk. Până în anul 1951, Ioffe a fost director al Institutului fizico- tehnic al Academiei de Științe a URSS, în anii 1952 -1955 al laboratorului de semiconductori al acesteia, iar din 1955 - al Institutului de semiconductori in cadrul aceleiași Academii prestigioase. În anii 1932- 1960  a fost director al Institutului de agrofizică.

## Creația științifică
Creația științifică se referă la fizica corpului solid și fizica generală. Fizica și tehnica semiconductorilor a fost domeniul predilect al lui Ioffe. În lucrarea de doctorat a rezolvat problema acțiunii întârziate în cristale (1905).  În anul 1913 a măsurat sarcina electronului la fotoefectul exterior și a demonstrat caracterul statistic al efectului fotoelectric elementar. A demonstrat experimental (1916) existența conductibilității ionice în cristale - trecerea ionilor prin rețeaua cristalului ionic sub acțiunea câmpului electric. A studiat deformația plastică sub acțiunea razelor Roentgen.   A stabilit,  că  distrugerea  cristalelor depinde de limita fluidității și a solidității  (durității). A explicat duritatea reală a cristalelor (1922). A fost primul, care a stabilit anomaliile proprietăților electrice al cuarțului, arătând ca acestea  sunt în relație cu sarcinile de volum în cristal. A stabilit, că adăugarea unui număr mic de impurități în dielectrici schimbă puternic proprietățile de conductibilitate electrică. Lucrările lui Ioffe și ale colaboratorilor în domeniul cristalelor și dielectricilor au condus la elaborarea de materiale noi și la elaborarea de noi tehnologii pentru eliminarea suprasarcinilor.
La începutul anilor 30 interesele științifice ale lui Ioffe s-au concentrat în domeniul fizicii semiconductorilor, unde el și discipolii săi au soluționat un șir de probleme cu caracter aplicativ. A elaborat o idee nouă cu privire la proprietățile unui grup de aliaje - daltonide- și le-a studiat proprietățile.  S- a ocupat de problema redresării curenților electrici variabili. A elaborat metode noi de cercetare a proprietăților electrice a și fotoelectrice a semiconductorilor și s-a ocupat de transformarea energiei termice și luminoase în energie electrică.  A elaborat teoria termoelectrogeneratoarelor și a frigiderelor termoelectrice. A creat înainte de război un fotoelement din sulf și taliu cu randamentul de 1%.
- În anii 1924- 1930 a fost redactor principal a "Revistei de fizică aplicată" (Jurnal prikladnoi fiziki)
- În anii 1931- 1959 a fost redactor al revistei de "Fizică tehnică și experimentală" (Jurnal experimental'noi i teoreticeskoi fiziki)
- În anii 1931-1959  redactor principal al "Revistei de fizică tehnică" (Jurnal tehniceskoi fiziki)

A încetat din viață la 14 octombrie1960 la Leningrad.

## Opera
- Biblioteca Congresului SUA
- Astrophysics Data System (1906-1960)
- Jachrbuch fur Mathematik. Author: Joffe,A.  Arhivat în 16 august 2008, la Wayback Machine.

## Distincții
- premiul Lenin (1961, post mortem)
- Erou al Muncii Socialiste (1955)
- Premiul de Stat al URSS (1942)
- Membru din străinătate a mai multor academii de științe
- Institutul Fizico-tehnic din Sankt-Petersburg poartă numele lui Abram Ioffe.
- Un crater pe lună a fost denumit în cinstea lui Abram Ioffe
- O navă maritimă de cercetare științifică rusă îi poartă numele.

## Discipoli
- A.P. Alexandrov
- A.I. Alihanov
- Lev A. Arțimovici
- Piotr Kapița
- Isaak Kikoin
- G.V. Kurdiumov
- Igor Kurceatov
- Piotr Lukirskii
- Nicolai N. Semenov
- Yuliu Hariton
- Iacov I. Frenkel
- Alexandr Valter
- Anton Valter
- Iacov Dorfman
- A. Leipunskii
- Konstantin Sinelnikov
- V. Juze
- A. Regel
- L. Stilbans